# Gérard Leonard van den Eerenbeemt
Gerardus Leonardus Godefridus Maria (Gérard Leonard) van den Eerenbeemt (Venlo, 28 juli 1936 – Frankrijk, 15 januari 2011) was een Nederlands kunstenaar.
Hij was een zoon van handelsagent Henri Gerard Maria van den Eerenbeemt en Adriana Jacoba Josephina Maria Verhagen. Van 1959 tot 1977 was hij getrouwd met kinderboekenschrijfster en illustratrice Annemie Heijmans (1935-2008).
Hij kreeg zijn opleiding aan de Rijksakademie voor Beeldende Kunsten (1956-1958). Hij kreeg in 1959 en 1960 de Koninklijke Subsidie voor de vrije schilderkunst toebedeeld. In 1959 had hij een expositie op de Biennale van Parijs.
Van den Eerenbeemt werkte binnen de dichtkunst, grafische kunsten, schilderkunst en beeldhouwkunst. Hij werkte daarbij dikwijls samen. Zo werkte hij met Gerrit Kouwenaar aan Zonder kleuren uit 1962 en verzorgde hij het ontwerp voor de kostuums voor Peter Schats opera Labyrinth (1965-1966). Voor het Stedelijk Museum Amsterdam kwam het werk Signs om de muziek van Ton Bruynel te begeleiden. 
Hij was kunstbendes "Raam 75" en schildergemeenschap "IJmuider Kring". Hij begeleidde voorts kunstprojecten in de bibliotheek van Rotterdam en de Arrondissementsrechtbank in Haarlem.
Zijn dichtbundels zijn getiteld Likzout/Zoethout (1977, Het Smalle Wed; een envelop met boekje met zeven gedichten in een oplage van 70 stuks) en Melk en mest (1984). In Amsterdam, langs de Heemstedestraat staat zijn beeld Golf met drukveer. Hij publiceerde ook wel eens in De Gids.
Hij heeft lesgegeven aan Ateliers 63 (Haarlem) en kunstacademies te Amersfoort en Kampen. Een deel van zijn oeuvre is verloren gegaan tijdens de brand in 1988 in zijn atelier in IJmuiden. Een reis door India in 1992 inspireerde hem voor een serie waspigmentschilderingen op papier, getiteld Indian letters. Sinds 1996 werkte hij vanuit zijn woonplaats in Frankrijk. Hij werd gecremeerd in Limoges.